# Trodena nel parco naturale
Trodena nel parco naturale (también, Trodena) es un municipio italiano situado en la provincia autónoma de Bolzano, en Trentino-Alto Adigio. Tiene una población estimada, a fines de mayo de 2023, de 1033 habitantes.
Hasta el 4 de marzo de 2008 su denominación oficial era Trodena, nombre que aún se utiliza frecuentemente.

## Idioma
Alrededor del 75% tiene como lengua materna el alemán y el restante 25%, el italiano.

## Evolución demográfica
| Gráfica de evolución demográfica de Trodena nel parco naturale entre 1861 y 2023 |
|                                                                                  |
| Fuente: ISTAT - Elaboración gráfica de Wikipedia                                 |